# میلاد فیاض بخش
میلاد فیاض بخش (زادهٔ ۲۶ ژانویهٔ ۱۹۹۱) یک بازیکن فوتبال اهل ایران است.